# Hesperophanes heydeni
Hesperophanes heydeni es una especie de escarabajo longicornio del género Hesperophanes, tribu Hesperophanini, orden Coleoptera. Fue descrita científicamente por Baeckmann en 1923.
El período de vuelo ocurre durante los meses de junio y julio.

## Descripción
Mide 20-27 milímetros de longitud.

## Distribución
Se distribuye por China, Kazajistán y Mongolia.